# Ceryx xuthosphendona
Ceryx xuthosphendona là một loài bướm đêm thuộc phân họ Arctiinae, họ Erebidae.